# マツホド
マツホド（松塊）とはサルノコシカケ科の菌類の一種。学名は Wolfiporia extensa（シノニム: Poria cocos ）。アカマツ、クロマツ等のマツ属植物の根に寄生する。
菌核は伐採後2-3年経った切り株の地下15-30cmの根っこに形成される。子実体は寄生した木の周辺に背着生し、細かい管孔が見られるがめったには現れず（外部リンク参照）、球状の菌核のみが見つかることが多い。

## 利用
菌核の外層をほとんど取り除いたものを茯苓（ブクリョウ）と呼び、食用・薬用に利用される。天然ものしかなかった時代は、松の切り株の腐り具合から見当をつけて先の尖った鉄棒を突き刺して地中に埋まっている茯苓を見つける「茯苓突き」と言う特殊な技能が必要だった。中国では昔から栽培されていたようだが、1980年代頃よりおがくず培地に発生させた菌糸を種菌として榾木に植え付ける（シイタケなどの木材腐朽菌と同様の）栽培技術が確立され、市場に大量に流通するようになって価格も下がった。現在ではハウス栽培で大量生産されている。
北京では茯苓粉末を玉米粉（コーンスターチ）に混ぜて薄く半焼きにした餅で餡子をくるんだ物が「茯苓（夹）饼」（フーリン（ヂア）ビン、拼音：fúlíng (jiā)bǐng, 英語：Tuckahoe pie）の名で名物となっている。かつては宮廷でも食された高級菓子で、西太后も好物だったというが、現在は北京市内のスーパーでも購入することができる。なお英名タカホウ・パイのタカホウはパウハタン語（en）由来の言葉で、転じてヴァージニア近辺のアメリカ先住民が食用としていたマツホドやサトイモ科サトイモ亜科の塊茎植物ペルタンドラ・ヴィルギニカ（en）、同様のサトイモ科ミズバショウ亜科オロンティウム・アクアティクム（en）を指す。かつてアメリカ英語のヴァージニア方言では「植物の根を食べるほど貧しい人」という茯苓とは逆のイメージを持つ意味もあったが、現在では廃意である。
薬用の物では、雲南省に産する「雲苓」と呼ばれる天然品が有名であるが、天然物は希少であるためほとんど見ることはできない。
日本はほぼ全量を輸入に頼っていたが、2017年に石狩市の農業法人が漢方薬メーカーのツムラ（夕張ツムラ）との協力で、日本初となるハウス量産に成功した。

## 生薬
菌核の外層をほとんど取り除いたものは茯苓（ブクリョウ）という生薬（日本薬局方に記載）で、利尿、鎮静作用等がある。安中散、桂枝茯苓丸、八味地黄丸、四君子湯、啓脾湯、真武湯、十全大補湯、杞菊地黄丸など多くの漢方方剤に使われる。